# هابي بيتيرس
هابي بيتيرس (بالإنجليزية: Happy Pieterse)‏ (28 مايو 1942 - 26 مايو 2013 في جنوب أفريقيا) هو ملاكم جنوب أفريقي، صنّف ضمن فئة الوزن الثقيل الخفيف ‏.

## إحصائيات
خاض خلال مسيرته 22 نزالا، فاز في 17 ولم يتعادل وخسر في 5.

## روابط خارجية
- هابي بيتيرس على موقع بوكس ريك (الإنجليزية) (registration required)